# Elstrup Station
Elstrup Station er en tidligere jernbanestation tæt ved Guderup på Als. Den åbnede for trafik i forbindelse med indvielse af Amtsbanerne på Als den 6. februar 1898. På det tidspunkt kunne Elstrup mønstre hele 500 indbyggere. Fra starten foregik billetsalget fra kroen et stykke fra stationen og der var end ikke et læskur til passagererne. Det besluttedes derfor at opføre en stationsbygning, der var klar til brug i 1899. Bygningen var dog umådeligt lille og i 1908 blev den udvidet, så den lokale banemand også kunne bo der, dog kun med køkken og soveværelse i privaten. I 1926 blev den atter udvidet, men i 1933 lukkede den igen i forbindelse med nedlægning af strækningen.
|  | Denne artikel om stationen Elstrup Station kan blive bedre, hvis der indsættes et (bedre) billede. Du kan hjælpe ved at afsøge Wikimedia Commons for et passende billede eller uploade et godt billede til Wikimedia Commons iht. de tilladte licenser og indsætte det i artiklen. |

| Jernbane | Spire Denne jernbaneartikel er en spire som bør udbygges. Du er velkommen til at hjælpe Wikipedia ved at udvide den. |

54°59′23.11″N 9°53′17.86″Ø / 54.9897528°N 9.8882944°Ø